# Malaxis monsviridis
Malaxis monsviridis är en orkidéart som beskrevs av Robert Louis Dressler. Malaxis monsviridis ingår i släktet knottblomstersläktet, och familjen orkidéer.
Artens utbredningsområde är Costa Rica. Inga underarter finns listade i Catalogue of Life.